# Нікі Гейден
Ні́колас «Ні́кі» Па́трік Ге́йден (англ. Nicholas Patrick Hayden; 30 липня 1981, Оуенсборо, Кентуккі, США — 22 травня 2017, Чезена, Італія) — американський мотогонщик, чемпіон світу з шосейно-кільцевих мотогонок MotoGP (2006). У 2015 році був визнаний «легендою MotoGP».

## Кар'єра

### MotoGP
17 жовтня 2013 року було оголошено про підписання Хейденом контракту з командою Хорхе «Аспара» Мартінеса «Drive M7 Aspar» для участі у класі MotoGP з сезону 2014, терміном на 2 роки. У своє розпорядження Нікі отримав мотоцикл категорії Open Honda RCV1000R. У сезоні пропустив 5 гонок з 18 через травму. Найкращим результатом стало 8-е місце на дебютному Гран-Прі у Катарі. Загалом сезон з 47 очками завершив на 16-му місці.
В сезоні 2015 продовжив виступати за «Aspar MotoGP Team». Виступаючи на неконкурентному мотоциклі Honda RC213V-RS, Нікі не міг на рівні конкурувати з гонщиками заводських команд, тому він лише іноді потрапляв у залікову зону. Набравши за сезон лише 16 очок, Хейден у загальному заліку зайняв лише 20-е місце. Тому, після завершення чемпіонату, Нікі перейшов у серію WSBK.

## Статистика кар'єри

### В розрізі сезонів
| Сезон | Клас   | Команда              | Мотоцикл        | Гонки | Пер | Под | ПП | НК | Очки | Місце |
| ----- | ------ | -------------------- | --------------- | ----- | --- | --- | -- | -- | ---- | ----- |
| 2003  | MotoGP | Repsol Honda         | Honda RC211V    | 16    | 0   | 2   | 0  | 0  | 130  | 5     |
| 2004  | MotoGP | Repsol Honda Team    | Honda RC211V    | 15    | 0   | 2   | 0  | 0  | 117  | 8     |
| 2005  | MotoGP | Repsol Honda Team    | Honda RC211V    | 17    | 1   | 6   | 3  | 2  | 206  | 3     |
| 2006  | MotoGP | Repsol Honda Team    | Honda RC211V    | 17    | 2   | 10  | 1  | 2  | 252  | 1     |
| 2007  | MotoGP | Repsol Honda Team    | Honda RC212V    | 18    | 0   | 3   | 1  | 1  | 127  | 8     |
| 2008  | MotoGP | Repsol Honda Team    | Honda RC212V    | 16    | 0   | 2   | 0  | 1  | 155  | 6     |
| 2009  | MotoGP | Ducati Marlboro Team | Ducati GP9      | 17    | 0   | 1   | 0  | 0  | 104  | 13    |
| 2010  | MotoGP | Ducati Team          | Ducati GP10     | 18    | 0   | 1   | 0  | 0  | 163  | 7     |
| 2011  | MotoGP | Ducati Team          | Ducati GP11     | 17    | 0   | 1   | 0  | 1  | 132  | 8     |
| 2012  | MotoGP | Ducati Team          | Ducati GP12     | 16    | 0   | 0   | 0  | 0  | 122  | 9     |
| 2013  | MotoGP | Ducati Team          | Ducati GP13     | 18    | 0   | 0   | 0  | 0  | 126  | 9     |
| 2014  | MotoGP | Drive M7 Aspar       | Honda RCV1000R  | 13    | 0   | 0   | 0  | 0  | 47   | 16    |
| 2015  | MotoGP | Aspar MotoGP Team    | Honda RC213V-RS | 18    | 0   | 0   | 0  | 0  | 16   | 20    |

## Цікаві факти
- У Нікі Хейдена є 2 сестри, а також 2 брата, які теж професійно займались мотогонками: старший брат Томас на прізвисько «Томмі Ган» (англ. Tommy Gun), виступав у американському чемпіонаті AMA Pro Racing, та молодший Роджер Лі, що виступав у AMA Pro Racing, MotoGP та у Чемпіонаті світу Супербайк;
- Хейден виступає зазвичай під номером 69, під яким виступав його батько. Батько Нікі жартував, що обрав цей номер тому, що його легко було прочитати навіть після падіння і перевертання мотоцикла.

## Смерть
Хейден був збитий автомобілем 17 травня 2017 під час тренування на велосипеді недалеко від міста Ріміні, Італія. Хейден зіткнувся на перехресті доріг з легковим автомобілем. Сила удару було така, що Хейден своїм тілом повністю зруйнувати лобове скло цього авто та був втиснутий у дах автомобіля. Велосипед Хайдена був знайдений в сусідній канаві з рамою розірваною на дві половини. За даними італійської газети «La Gazzetta Dello Sport» камери безпеки зафіксували аварію, показуючи що Хейден проїхав не зупиняючись на стоп-знак. Можливо його увагу відвернув його iPod.
Важко травмований Хейден був доставлений в лікарню та введений у медичну кому. У нього був пошкодженим череп, переломи стегна, таза, а також кілька зламів хребта. Через п'ять днів після аварії, 22 травня 2017 Хайден помер в лікарні міста Чезена.